# Philobota egena
Philobota egena is een vlinder uit de familie van de sikkelmotten (Oecophoridae). De wetenschappelijke naam van de soort werd in 1940 als Eulechria egena gepubliceerd door Alfred Jefferis Turner.